# La Maison des autres (téléfilm, 1968)
Pour les articles homonymes, voir La Maison des autres.
La Maison des autres est un téléfilm français de Jean Archimbaud diffusé en 1968, adapté de la première partie du roman éponyme de Bernard Clavel.

## Synopsis
En 1937, dans le Jura, un apprenti pâtissier, logé chez ses patrons, découvre la vie en même temps qu'il apprend le métier.

## Fiche technique
- Titre : La Maison des autres
- Réalisation : Jean Archimbaud
- Scénario : Bernard Clavel, d'après son roman
- Pays :  France
- Photo : Jacques Duhamel
- Musique : Jean Arnulf
- Format : Noir et blanc — 4/3 (1.33:1) — son monophonique
- Date de diffusion : 23 décembre 1968 sur la 1re chaîne ORTF

## Distribution
- Yves Clavel : Julien Dubois
- Jacqueline Dufranne : Mme Petiot la patronne
- Pierre Leproux : M Petiot le patron
- Hervé Sand : le chef pâtissier
- Annick Allières : la femme du chef
- François Germain : Victor
- Simone Guisin : Mme Raffin
- Anne Jolivet : la petite vendeuse
- Raoul Marco : l'oncle
- Liliane Sorval : Mme Jeannine
- Andrée Tainsy : la tante

## Sources
- Jean-Marie Doniak, Fictions françaises de 1945 à 1990, tome 1, éditions Dixit.